# Jason Hickel

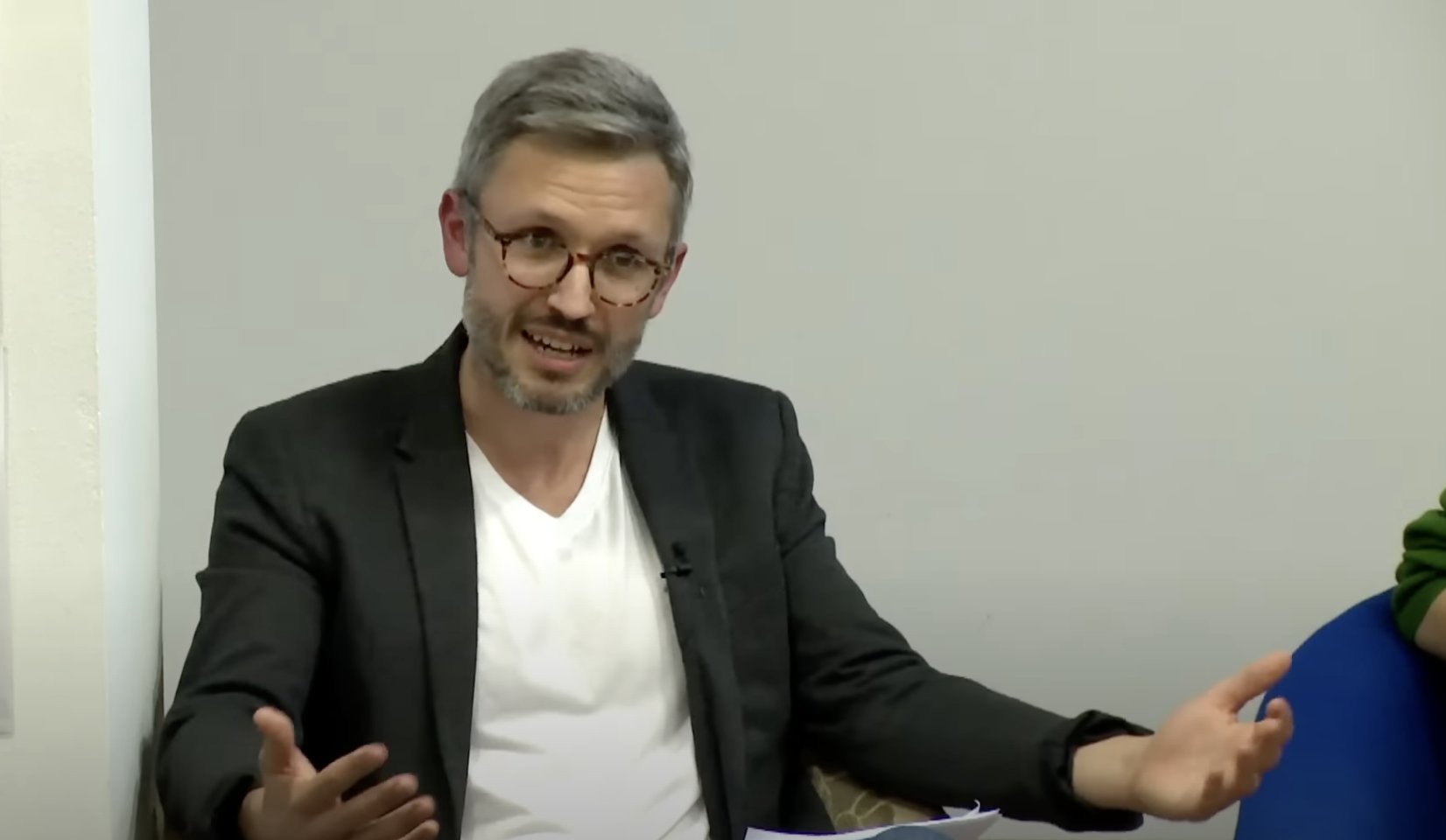
Jason Hickel (2022)

Jason Edward Hickel (* 1982) ist ein britisch-eswatinischer Anthropologe und Hochschullehrer. Seine Schriften beschäftigen sich mit ökonomischer Anthropologie und Entwicklungskritik. Zudem gilt Hickel als ein prominenter Vertreter der wachstumskritischen Bewegung.
Hickel ist Fellow der Royal Society of Arts und Mitherausgeber der Zeitschrift World Development.

## Leben
Hickel ist der Sohn zweier Ärzte. Er wuchs im damaligen Swasiland (heute Eswatini) auf, einem Land, das damals wie heute stark von der AIDS-Epidemie betroffen ist, und war aufgrund des Berufs seiner Eltern fortwährend mit den sozialen Folgen der Krankheit konfrontiert. In den späten 1990er Jahren zog er in die Vereinigten Staaten, um dort zu studieren. Er studierte Anthropologie am Wheaton College und an der University of Virginia, wo er 2011 promovierte. Anschließend lehrte er mehrere Jahre lang an der London School of Economics sowie der Goldsmiths, University of London. Aktuell ist er als Professor für Umweltwissenschaft und -technik an der Autonomen Universität Barcelona beschäftigt.

## Positionen

### Armut und Entwicklung
Hickel gilt als großer Kritiker gängiger Konzepte von soziokultureller Evolution. So geht er etwa nicht davon aus, dass Armut ein Zustand sei, in dem sich die Menschheit schon immer befunden habe und der erst seit Beginn der industriellen Revolution allmählich abgebaut würde, sondern argumentiert, dass Menschen im globalen Süden in der Subsistenzwirtschaft ein vergleichsweise gutes Leben führen konnten. Hickel begründet dies damit, dass die Menschen Zugang zu Land hatten und sich ihre Arbeitsbedingungen von der harten Arbeit auf Plantagen und in Minen unterschieden. Der Zustand verschlechterte sich deutlich, als sie von „entwickelten“ Ländern kolonisiert wurden.
Hickel hält es für problematisch, dass internationale Zusammenarbeit immer noch vom Narrativ des „Fortschritts“ dominiert wird. Dadurch werde nämlich verschleiert, dass die globale Ungleichheit das Produkt der weltweiten Ausbreitung kapitalistischer Strukturen sei. 2022 publizierte Hickel mit einem Team anderer Forschender einen Artikel, in dem der ungleiche Tausch zwischen globalem Norden und globalem Süden angeprangert wurde. Die Art und Weise wie sich Länder des globalen Nordens enorme Mengen von Rohstoffen, Energie, Hektar Land und menschlicher Arbeitskraft aneignen, zementiere Abhängigkeitsverhältnisse und sei imperialistisch. Der Hauptgrund für extreme Armut liegt für Hickel in der Ausbeutung von Menschen durch eine herrschende Klasse oder eine externe imperiale Macht.
Handel zwischen ärmeren und reicheren Ländern hat aus Hickels Sicht nicht zwangsläufig nur Vorteile für beide Seiten. Ebenso kritisiert er die aktuelle Konzeption der Entwicklungszusammenarbeit. Die gängige Ansicht, dass Staaten der OECD etwas von ihrem Reichtum abgeben und es ärmeren Ländern zur Verfügung stellen, entspräche nicht der vollen Wahrheit: Zwar fließt Geld von den reichen zu den armen Ländern, jedoch müssen ärmere Staaten auch Schulden begleichen und werden wesentlich häufiger Opfer von Kapitalflucht. Alles in allem übersteige der Kapitalfluss von den ärmeren in die reicheren Länder alle gezahlten Entwicklungshilfen, sodass nicht die reichen Länder die armen unterstützen, sondern umgekehrt. Darüber hinaus argumentiert Hickel, dass die von der WTO verfolgte Strategie einer Liberalisierung des Welthandels zu Lasten ärmerer Länder gehe, da diesen so Maßnahmen zur Steigerung der eigenen Wirtschaftskraft wie beispielsweise Schutzzölle verweigert würden.

### Ökologische Ökonomie
Hickel unterstützt den Degrowth-Ansatz, um das weitere Überschreiten planetarer Grenzen zu vermeiden. Den Begriff Degrowth definiert er dabei folgendermaßen:

„Degrowth is a planned reduction of energy and resource throughput designed to bring the economy back into balance with the living world in a way that reduces inequality and improves human well-being.“

„Degrowth ist eine geplante Reduktion des Energie- und Ressourcendurchlaufs mit dem Ziel, das Gleichgewicht zwischen Ökonomie und der lebenden Welt auf eine solche Weise wiederherzustellen, dass Ungleichheit reduziert und menschliches Wohlergehen erhöht wird.“

Laut Hickel ist es zwingend notwendig, dass Volkswirtschaften von Industrienationen schrumpfen, um die Klimaziele zu erreichen. Eine u. a. von Kate Raworth vorgeschlagene „agnostische“ Haltung zum Wachstum, in der es darum geht, menschliches Wohlbefinden unabhängig vom Vorhandensein von Wirtschaftswachstum zu erhöhen, lehnt er ab. Hickel plädiert dafür, die Produktion umweltschädlicher Güter und Dienstleistungen erheblich zu drosseln, hält Wachstum im Gesundheits- und Bildungssektor aber für sinnvoll. Ebenso geht er davon aus, dass Ländern im globalen Süden Wirtschaftswachstum zugestanden werden muss, um Armut zu beseitigen und nur reichere Nationen Degrowth-Politiken implementieren sollten. Gängiger Kritik am Degrowth-Ansatz entgegnete Hickel, dass technologischer Fortschritt damit mitnichten gestoppt werde. Degrowth in industrialisierten Ländern sei vielmehr eine Form des Akzelerationismus’ entlang sozialer und ökologischer Grenzen. Eine systematische Übersichtsarbeit ordnete Hickel 2023 dem Strang des Degrowth-Diskurses zu, der vor allem die Synergien zwischen Degrowth im globalen Norden und Dekolonisierung im globalen Süden betont.
Hickel tritt zudem als entschiedener Gegner der Theorie des grünen Wachstums auf. In einem Artikel, den er zusammen mit Giorgos Kallis verfasste, postuliert er, dass es keine empirischen Belege für eine hinreichende absolute Entkopplung von Wirtschaftswachstum und Umweltschäden gebe und grünes Wachstum daher keine erfolgversprechende Maßnahme im Kampf gegen die globale Erwärmung sei. Stattdessen setzt er sich für Einkommensumverteilung, Arbeitszeitverkürzung und eine Jobgarantie ein. Außerdem unterstützt er die Modern Monetary Theory.
2020 schlug Hickel einen Sustainable Development Index als Ergänzung zum Human Development Index (HDI) vor. Dieser berücksichtigt neben den bereits für den HDI herangezogenen Faktoren Lebenserwartung, Zugang zu Schulen und Einkommen auch CO2-Emissionen pro Kopf sowie Materialverbrauch von Nationen. Hickel kritisierte auch die Ziele für nachhaltige Entwicklung dafür, dass Länder, die sich nicht nachhaltig verhalten, dennoch hohe Werte beim Index für nachhaltige Entwicklung erzielen.

## Debatte um das Verständnis von Armut

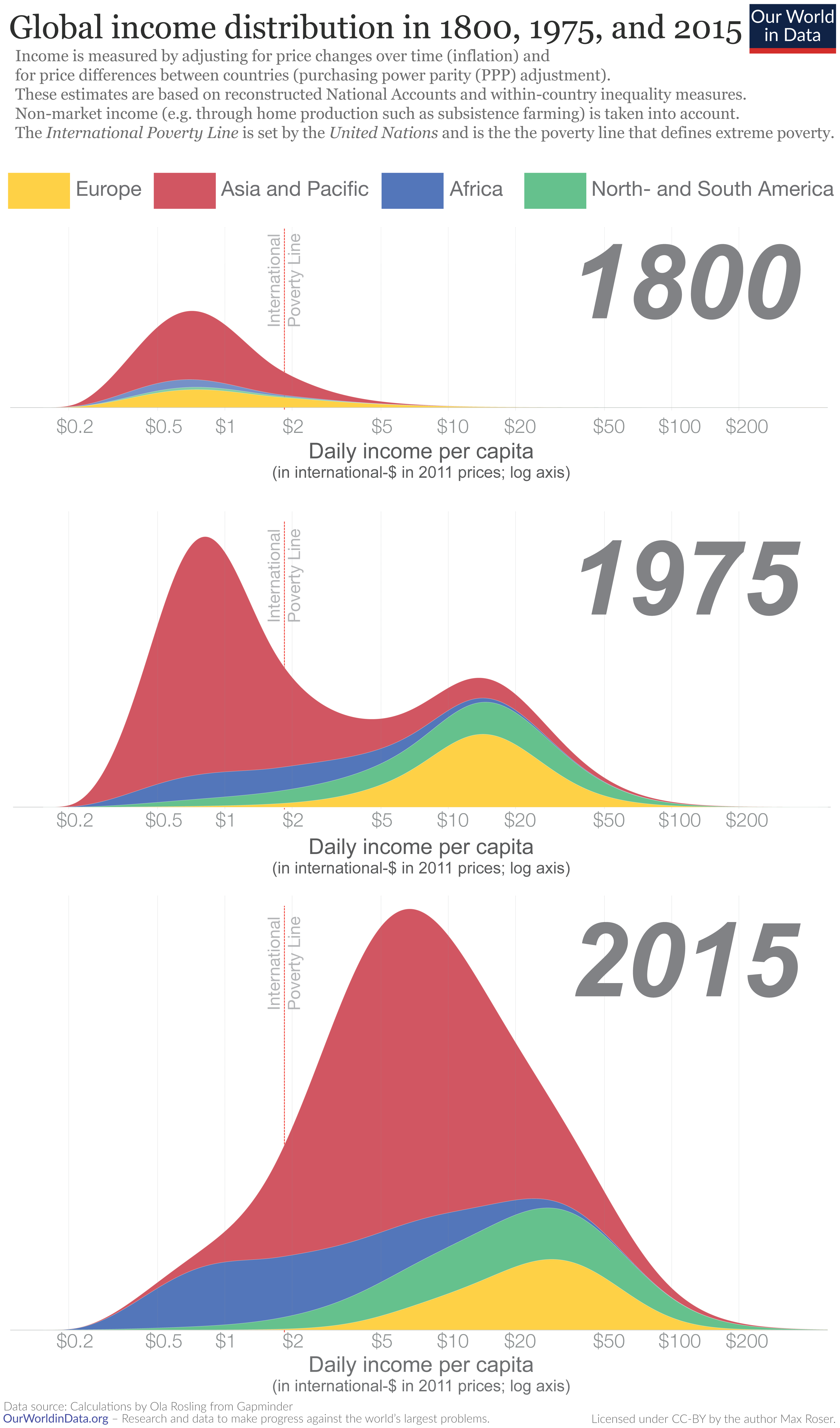
Globale Einkommensverteilung im Zeitverlauf (Our World in Data).
Die Grafik zeigt eine deutliche Verschiebung der Einkommen hin zu höheren Niveaus. Kritiker von Hickel, darunter die Ökonomen Max Roser und Noah Smith, führen diese Darstellung als Beleg dafür an, dass die weltweite Armut zurückgegangen sei – im Gegensatz zu Hickels Behauptungen.

Hickel ist Teil einer seit einigen Jahren andauernden öffentlichen Debatte zur Frage, ob extreme Armut weltweit seit der Industrialisierung abgenommen habe oder nicht. Ausgelöst wurde diese Diskussion durch einen Tweet von Bill Gates, in dem der Milliardär behauptete, dass sich die Lebensumstände der Weltbevölkerung über die letzten zwei Jahrhunderte erheblich verbessert hätten. Hickel stellte dies in Frage. Er kritisierte, dass die dazu angenommene Armutsgrenze von 1,90 US-Dollar pro Tag keine reale Grundlage habe, bei einer laut Hickel realistischeren Grenze von 7,40 US-Dollar hat sich die Armut deutlich weniger verringert. Zudem gab Hickel zu Bedenken, dass die Armutsreduzierung nur auf die Entwicklung in Ostasien (insbesondere China) zurück gehe, dessen Politik sich deutlich von den wirtschaftsliberalen Empfehlungen des Washington Consensus unterscheide.  Dies hatte wiederum Reaktionen anderer Ökonomen wie Max Roser, auf dessen Daten sich Gates bezogen hatte, und Branko Milanović zur Folge.
Noah Smith hat Hickel kritisiert, weil er eine einzige Armutsgrenze ($7,40 pro Tag) verwendet und Einkommenssteigerungen unterhalb dieser Schwelle ignoriere. Smith merkt an, dass ein Anstieg des Einkommens von $1,90 auf $7,39 pro Tag lebensverändernd sein könne, aber nach Hickels Definition nicht als Armutsminderung gelten würde. Smith wirft Hickel vor, Armutsbekämpfung ausschließlich als das Überschreiten einer einzigen Ziellinie zu betrachten. Zudem lege Hickel diese Grenze so hoch fest, dass er weiterhin behaupten könne, Armut sei nicht zurückgegangen. Laut Smith ist es wichtig, Einkommensverteilungen zu betrachten und nicht nur eine einzige Schwelle. Darüber hinaus kommen die Ökonomen Shaohua Chen und Martin Ravallion zu dem Schluss, dass – unabhängig davon, welche Armutsgrenze man anlegt – der Prozentsatz der Weltbevölkerung, der unterhalb dieser Grenze lebt, zwischen 1981 und 2008 zurückgegangen sei.
Der Soziologe Tibor Rutar kritisiert Hickels Werk in einem wissenschaftlichen Artikel aus dem Jahr 2024, in dem er den Zusammenhang zwischen Kapitalismus und extremer Armut untersucht. Laut Rutar zeigen die Daten, dass Armut – und sogar ein Leben knapp oberhalb extremer Armut – in vielen vorkapitalistischen Gesellschaften Realität war. Im Gegensatz zu Hickel argumentiert Rutar, dass der Übergang zu kapitalistischen Institutionen in Ländern wie England nicht zu einer Verschlechterung, sondern eher zu einer Stabilisierung oder Verbesserung des Lebensstandards geführt habe. Regionen, die diesen kapitalistischen Wandel nicht vollzogen – etwa Teile Kontinentaleuropas – hätten hingegen häufig einen Rückgang der Reallöhne und der Ernährungssicherheit erlebt. Laut Tibor Rutar ist das Verhältnis zwischen Kapitalismus und Kolonialismus komplexer, als es oft dargestellt werde. Er argumentiert, dass viele Kolonialmächte (wie Spanien und Portugal) in der frühen Neuzeit noch vorkapitalistisch gewesen seien. Zudem hätten diese Mächte in ihren Kolonien selten kapitalistische Institutionen eingeführt. Nur in einigen Siedlerkolonien, wie den Vereinigten Staaten und Australien, habe eine echte kapitalistische Entwicklung stattgefunden. Laut Rutar reicht ein wirtschaftliches Gewinnmotiv allein nicht aus, um den Kolonialismus als eine spezifisch kapitalistische Praxis zu klassifizieren. Zahlungsbilanzanalysen würden ebenfalls zeigen, dass koloniale Plünderung im Allgemeinen keine notwendige oder entscheidende Rolle für das wirtschaftliche Wachstum Europas spielte – mit Ausnahme der Siedlerkolonien.

## Schriften (Auswahl)
- mit Meghan Healy-Clancy: Ekhaya: The Politics of Home in KwaZulu-Natal. University of KwaZulu-Natal Press, Scottsville 2014, ISBN 978-1-86914-254-4.
- Democracy as Death. The Moral Order of Anti-Liberal Politics in South Africa. University of California Press, Berkeley 2015, ISBN 978-0-520-95986-6.
- The Divide: A Brief Guide to Global Inequality and its Solutions. Random House, New York 2017, ISBN 978-1-4735-3927-3.
  - Deutsche Ausgabe: Die Tyrannei des Wachstums. Wie globale Ungleichheit die Welt spaltet und was dagegen zu tun ist. dtv, München 2018, ISBN 978-3-423-28163-8.
- mit Naomi Haynes: Hierarchy and Value: Comparative Perspectives on Moral Order. Berghahn Books, New York 2018, ISBN 978-1-78533-998-1.
- Less Is More: How Degrowth Will Save the World. Random House, New York 2020, ISBN 978-1-78515-249-8.
  - Deutsche Ausgabe: Weniger ist mehr. Warum der Kapitalismus den Planeten zerstört und wir ohne Wachstum glücklicher sind. oekom, München 2022, ISBN 978-3-98726-029-2.